# دو وال
دو وال (به هلندی: De Waal) یک منطقهٔ مسکونی در هلند است که در تسل واقع شده‌است. دو وال ۴۱۵ نفر جمعیت دارد.